# Capparis burmanica
Capparis burmanica là một loài thực vật có hoa trong họ Capparaceae. Loài này được Collett & Hemsl. mô tả khoa học đầu tiên năm 1890.